# کیفرستانی
کیفرسِتانی به عدالت‌خواهی خود سرانه گفته می‌شود و عملی است که عدالت ادراک شده توسط فرد یا افرادی را را به طور مختصر و بدون مجوز قانونی به اجرا بگذارد. کیفر ستانی یک جرم و عمل جنایت کارانه محسوب می‌شود.کیفر جو به مجریان کیفرستانی گفته می‌شود. بین مفهوم کیفرستانی در عصر مدرن و خونخواهی و دشمنی خونی در قرون وسطی ارتباط روانشناختی وجود دارد.

## تاریخچه
عناصر مفهوم هوشیاری را می‌توان در کتاب مقدس در پیدایش ۳۴ یافت در آدم‌ربایی و تجاوز به دینا، دختر یعقوب ،(یا به تعبیر برخی تفسیرها، اغوا) که در شهر کنعانی شیخم توسط پسر ناشناس این حاکم انجام گرفت، و واکنش خشونت‌آمیز برادرانش سیمئون و لوی را در پی داشت، که همه مردان این شهر را به عنوان انتقام به قتل رساندند و خواهرشان را نجات دادند و شیخم را غارت کردند. هنگامی که یعقوب اعتراض کرد که عملکرد آنها ممکن است او و خانواده اش را آزار دهد، برادران پاسخ دادند: "آیا او [پسر حاکم شیخم] باید با خواهر ما به عنوان یک فاحشه رفتار کند؟"در سنت ادبی و فرهنگی غربی، ویژگیهای کیفرستانی غالباً به قهرمانان و مظلومین عامیانه اختصاص داده شده‌است (به عنوان مثال، رابین هود).

### کیفرستانی در ایالات متحده آمریکا
کیفرستانی در روزهای ابتدایی خود در آمریکا پدید آمد. پس از تأسیس ایالات متحده، دستگیری خود سرانهٔ یک شهروند به عنوان روشی شناخته شد، براساس قانون مشترک و توسط قانون اساسی ایالات متحده محافظت می‌شود، جایی که یک غیرنظامی شخصی را که دیده‌است یا مظنون به انجام کار اشتباهی است، دستگیر می‌کرد. لینچ کردن رایج‌ترین شکل کیفرستانی در ایالات متحده در قرن بیستم بود - در سالهای اولیه نهضت حقوق مدنی، که در اواخر دهه ۱۹۶۰ گسترش یافته بود، انجام می‌شد.